# Michajłowo (obwód Wraca)
Michajłowo (bułg. Михайлово) – wieś w Bułgarii, w obwodzie Wraca, w gminie Chajredin. Według danych szacunkowych Ujednoliconego Systemu Ewidencji Ludności oraz Usług Administracyjnych dla Ludności, 15 września 2023 roku miejscowość liczyła 1015 mieszkańców.

## Historia
Ziemie między dwiema rzekami Ogostą a Gornognoniszką barą są żyzne i bujne co przyciąga ludzi do tego miejsca od czasów starożytnych. Nie prowadzono systematycznych wykopalisk, jednak z badań przypadkowo znalezionych znalezisk można stwierdzić, że osada była zamieszkana już w VI tysiącleciu p.n.e. Badania zostały udokumentowane i zarejestrowane przez Bogdana Nikołowa. Po upadku Drugiego państwa bułgarskiego pod panowaniem tureckim miejscowość została wzmiankowana w sandżaku Nikopoł przez tureckich poborców podatkowych w 1483 roku. W 1960 r. do wsi Michajłowo przyłączono wieś Bosilegrad, co zostało zatwierdzone administracyjnie dekretem nr 431/obn. 22 listopada 1960.

## Osoby związane z miejscowością

### Urodzeni
- Atanas Aleksandrow (1952–2004) – bułgarski piłkarz
- Najden Iłczew (1854–1902) – bułgarski polityk
- Lubomir Kałczew (1942) – bułgarski lekkoatleta
- Michaił Kynczew (1863–1923) – bułgarski polityk
- Bari Kyseł (1958) – bułgarski pisarz
- Cwetan Petrow (1940) – bułgarski inżynier, menadżer biznesowy i lokalny historyk
- Atanas Popow (1904–1991) – bułgarski polityk
- Penczo Raczkow (XVIII–XIX) – bułgarski hajduk
- Stojan Wyrbanow (1930–2007) – bułgarski zapaśnik